# (5286) Haruomukai
(5286) Haruomukai (1989 VT1) – planetoida z pasa głównego asteroid okrążająca Słońce w ciągu 4,99 lat w średniej odległości 2,92 j.a. Odkryta 4 listopada 1989 roku.